# Klisoera (Plovdiv)
Klisoera (Bulgaars: Клисура) is een kleine stad in Bulgarije in de oblast Plovdiv. De stad is gelegen in de gemeente Karlovo en ligt ongeveer 90 km ten noordwesten van Plovdiv (stad).

## Bevolking
In de eerste volkstelling van 1934 registreerde de stad Klisoera 1.626 inwoners. Dit nam toe tot een hoogtepunt van 2.267 personen in 1956. Sindsdien daalt het inwonersaantal. Op 31 december 2019 telde Klisoera 895 inwoners.
Van de 1.109 inwoners reageerden er 1.047 op de optionele volkstelling van 2011. Van deze 1.047 respondenten identificeerden 1.045 personen zichzelf als etnische Bulgaren (99,8%), terwijl 2 respondenten ondefinieerbaar waren (0,2%).
Van de 1.109 inwoners in februari 2011 werden geteld, waren er 101 jonger dan 15 jaar oud (9,1%), gevolgd door 728 personen tussen de 15-64 jaar oud (65,6%) en 280 personen van 65 jaar of ouder (25,2%).

## Afbeeldingen

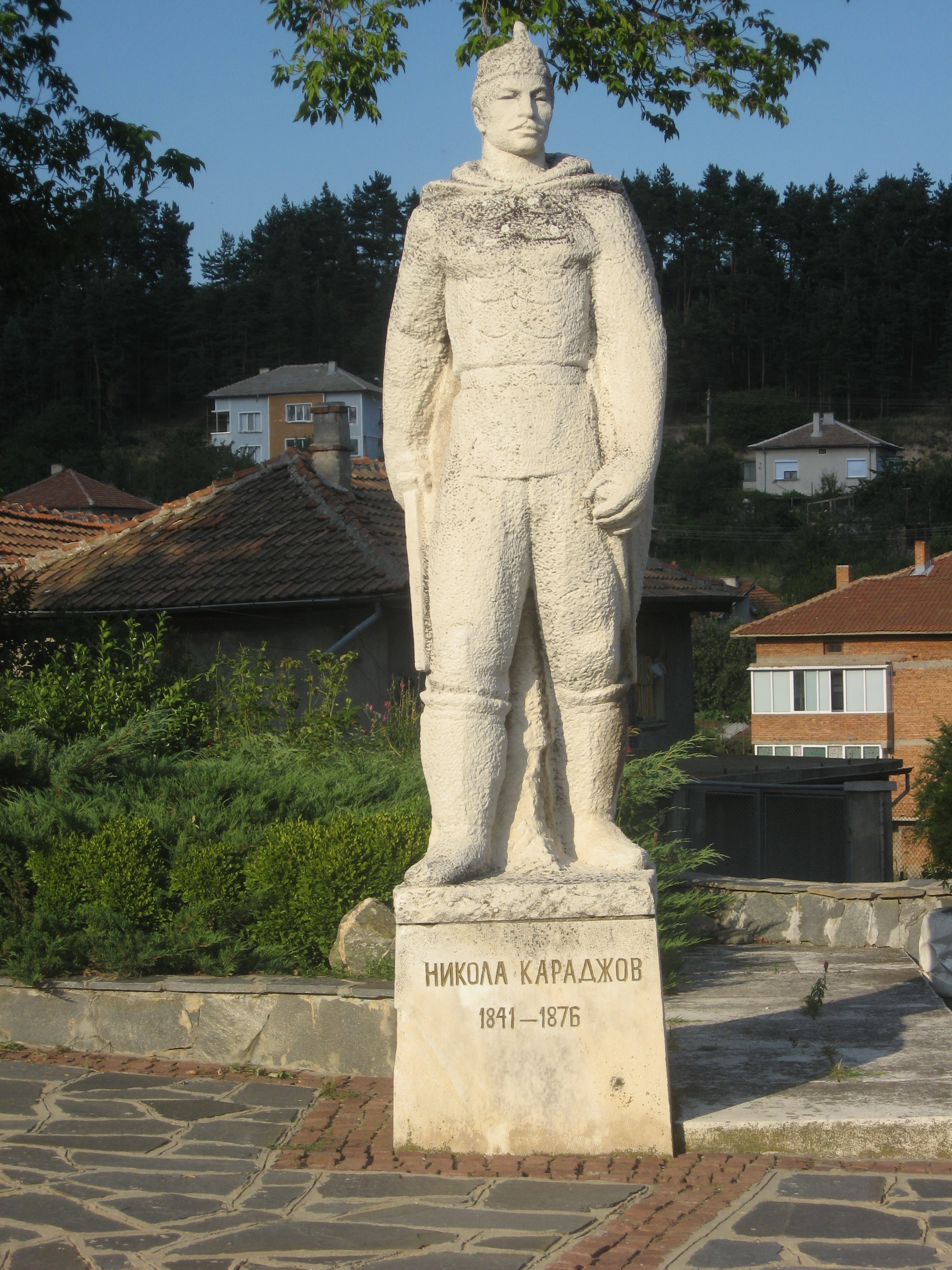
Standbeeld van Nikola Karadzjov
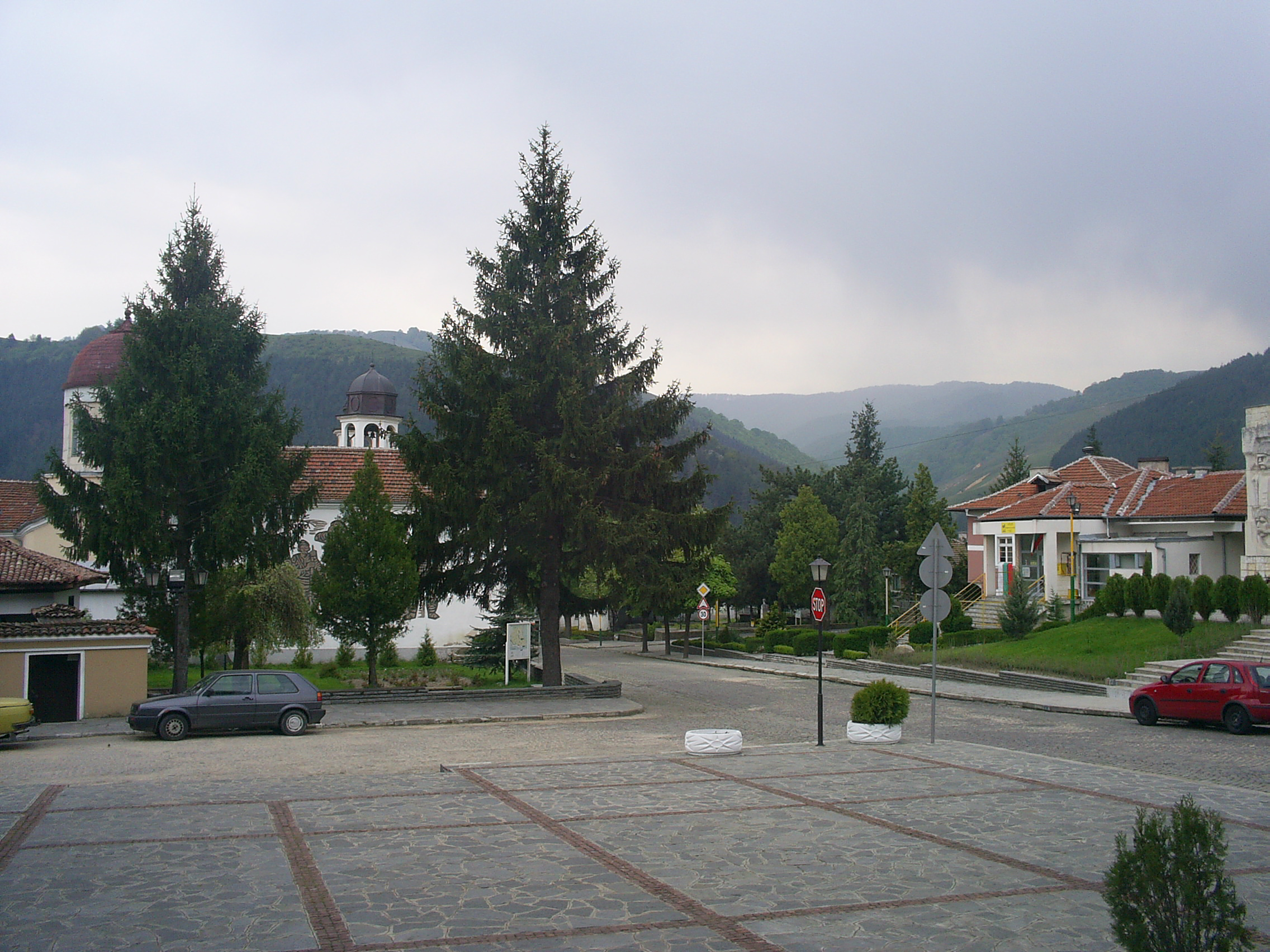
Uitzicht op de stad
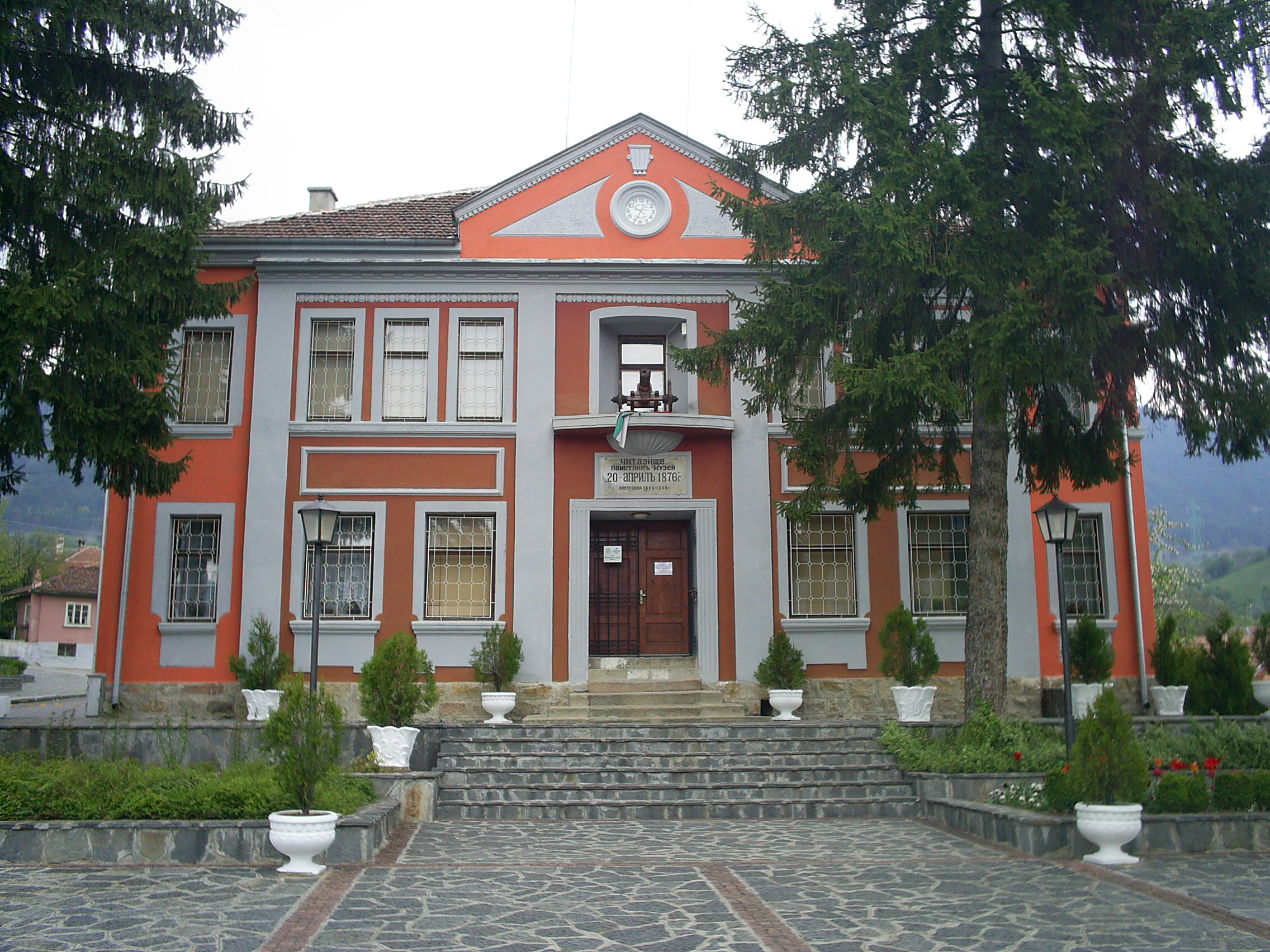
Museum
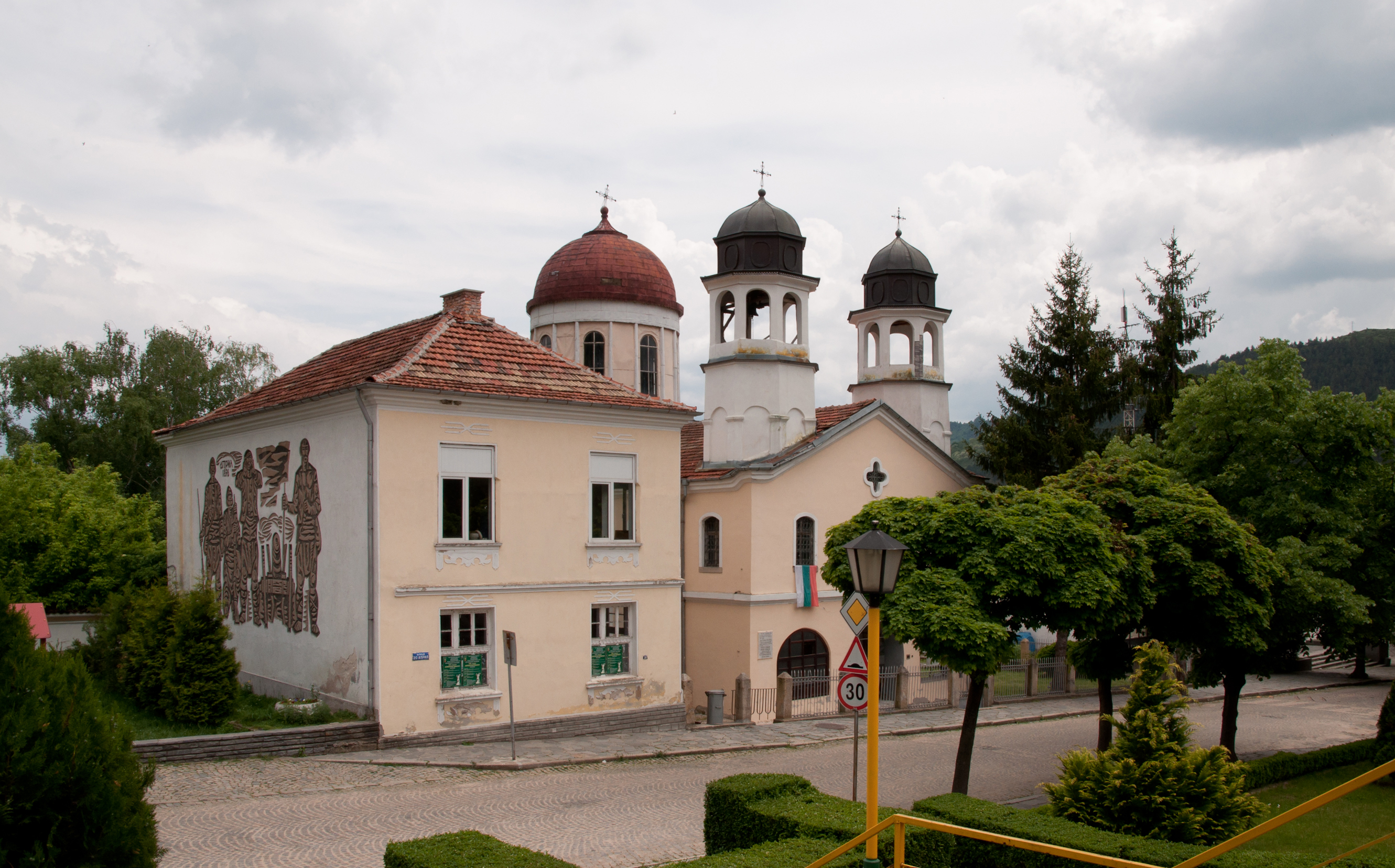
De kerk

Banja · Begoentsi · Bogdan · Christo Danovo · Dabene · Domljan · Gorni Domljan · Iganovo · Kalofer · Karavelovo · Karlovo · Karnare · Kliment · Klisoera · Koertovo · Marino Pole · Moskovets · Mratsjenik · Pevtsite · Prolom · Rozino · Slatina · Sokolitsa · Stoletovo · Vasil Levski · Vedrare · Vojnjagovo